# Базилика Оссерванца
Базилика Сан-Бернардино-да-Сиена, более известная как базилика Оссерванца (итал. La basilica di San Bernardino da Siena, basilica dell'Osservanza) — римско-католическая церковь, расположенная в Сиене, Тоскана, на холме Каприола, где жил Святой Бернардин Сиенский, основавший в этом месте орден обсервантов (лат. observantia — соблюдение, почтение), монахов, стремившихся к большей строгости монастырской жизни.
Базилика Сан-Бернардино была самой важной церковью за пределами города.

## История
Монастырь был основан в 1403 году блаженным Джованни да Стронконе. Документы указывают на собрание, состоявшееся в 1474 году в монастыре Сан-Луккезе-ди-Поджибонси, протоколы которого упоминают расширение существовавшей ранее церкви, и оценку проекта в 1476 году, которым ныне датируется строительство церкви. Проект, вероятно, был разработан Франческо ди Джорджо Мартини при вероятном сотрудничестве Джакомо Коццарелли. Монастырь строили в несколько этапов в период с 1495 года по 1550-е годы. После перестройки в эпоху барокко подвергся серьёзной реставрации между 1922 и 1932 годами. Монастырская церковь была возведена в ранг малой базилики в 1924 году.
Во время Второй мировой войны базилика была почти полностью разрушена американскими бомбардировками 23 января 1944 года, но в послевоенный период проект реконструкции разработанный под руководством архитектора Эджисто Беллини позволил восстановить храм в первоначальном виде благодаря фотографиям и свидетельствам монахов монастыря; церковь была повторно освящена и открыта для богослужений в 1949 году.

## Архитектура и произведения искусства
Во внешнем виде базилики со стеной, полностью облицованной терракотой, доминируют купол с высоким цилиндрическим барабаном без оконных проёмов и лантерны, и колокольня XVII века. Фасад церкви завершается треугольным фронтоном. В центре фасада находится круглое окно-роза, а единственный входной портал расположен в глубине портика с покатой крышей, поддерживаемой четырёхугольными пилонами, также облицованными терракотой.
Внутри базилика выполнена в строгих формах эпохи итальянского Возрождения, с белыми оштукатуренными стенами и ордерными элементами из серого известняка «пьетра-серена». Неф состоит из двух пролётов, перекрытых парусным сводом; по сторонам расположены две капеллы, а на торцовой стене имеется круглая арка, которая ведёт в пресвитерий.
На контрфасаде находятся два глазурованных терракотовых медальона с образами святых Людовика Тулузского и Бонавентуры работы Андреа делла Роббиа.
В первой капелле справа находится фреска Джомо дель Содомы, завершенная Бартоломео Нерони, которая находилась в Капелле Креста около монастыря. Во второй капелле справа находится скульптурная группа «Оплакивание мёртвого Христа среди святых» Джованни ди Паоло Нери (XVI век), а в третьей — триптих с Мадонной с Младенцем, святыми Иеронимом и Бернардино (вторая половина XV века) Сано ди Пьетро, также автора триптиха в следующей капелле с образом Мадонны с Младенцем, святыми Амвросием и Иеронимом (1436)[9].
У основания триумфальной арки в нишах находятся фигуры Ангела и Девы Марии Благовещения, выполненные из глазурованной майолики работы Андреа делла Роббиа. Пресвитерий имеет квадратный план, увенчан куполом и завершается четырёхугольной апсидой, где находится орган; под куполом, в центре, установлен главный алтарь, увенчанный современным деревянным Распятием.
В четвёртой капелле слева находится полиптих Андреа ди Бартоло (часть разрозненной работы), изображающий многочисленных святых, в том числе, в больших секциях, Святого Иоанна Крестителя, Святого Франциска Ассизского, Святого Петра и Святого Иоанна Евангелиста (1413). Во второй капелле слева — «Ассунта (Вознесение Девы Марии)», ещё одна работа Андреа делла Роббиа. Под церковью находится крипта с семейным захоронением Петруччи, там же находятся останки Пандольфо Петруччи.
Справа от базилики располагается монастырский комплекс. Он организован вокруг трёх монастырей, самый большой из которых датируется последней четвертью XVII века, в центре находится колодец XVIII века. Самым старым является южный клуатр, в настоящее время без южного крыла, выходящий на так называемую лоджию Пандольфо. В трапезной находится большая картина Франческо Франчи «Тайная вечеря» (1710), а в алтаре сакристии находится полихромная терракотовая скульптурная группа, изображающая «Оплакивание мёртвого Христа» работы Джакомо Коццарелли (XV—XVI вв.).

## Галерея

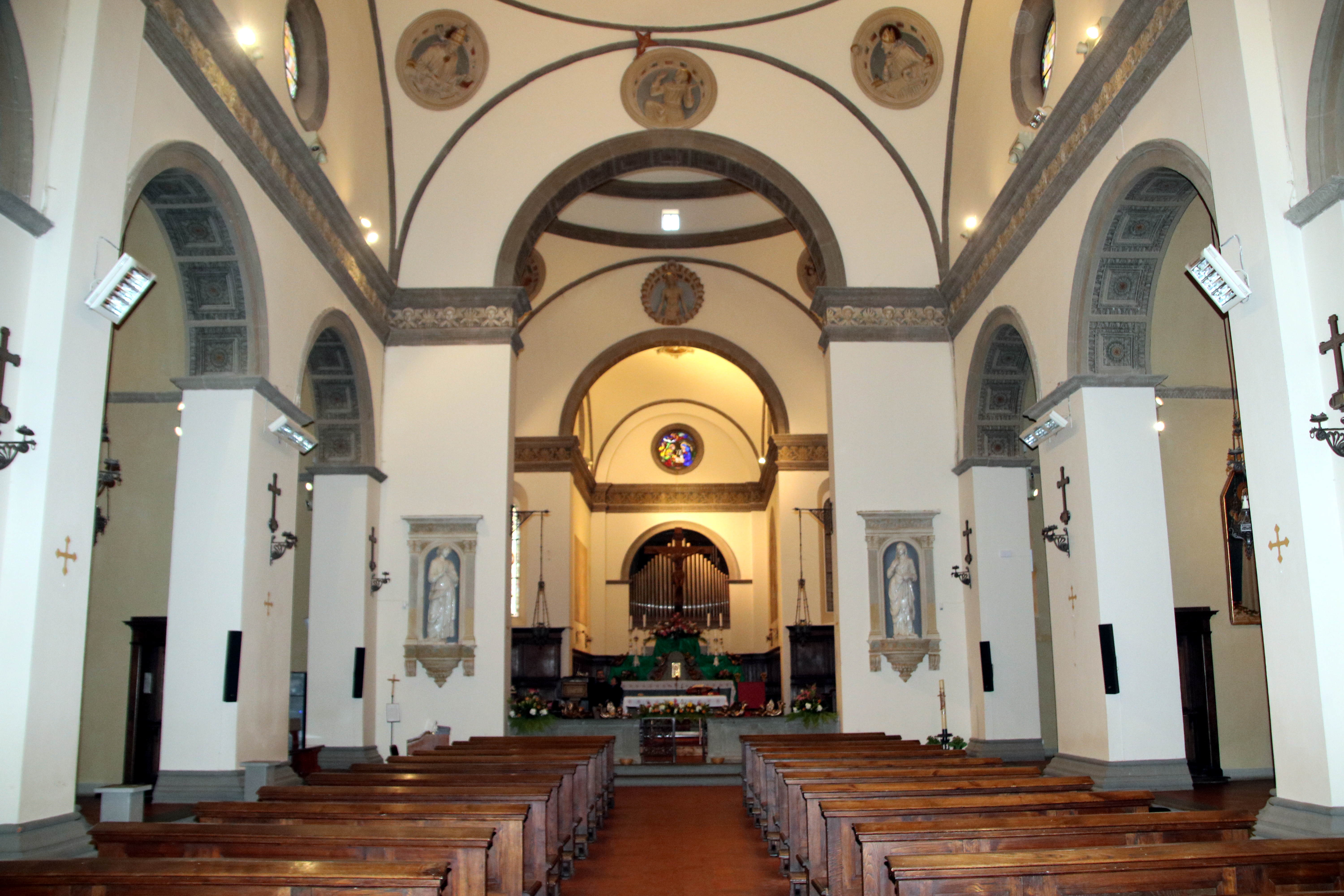
Интерьер базилики
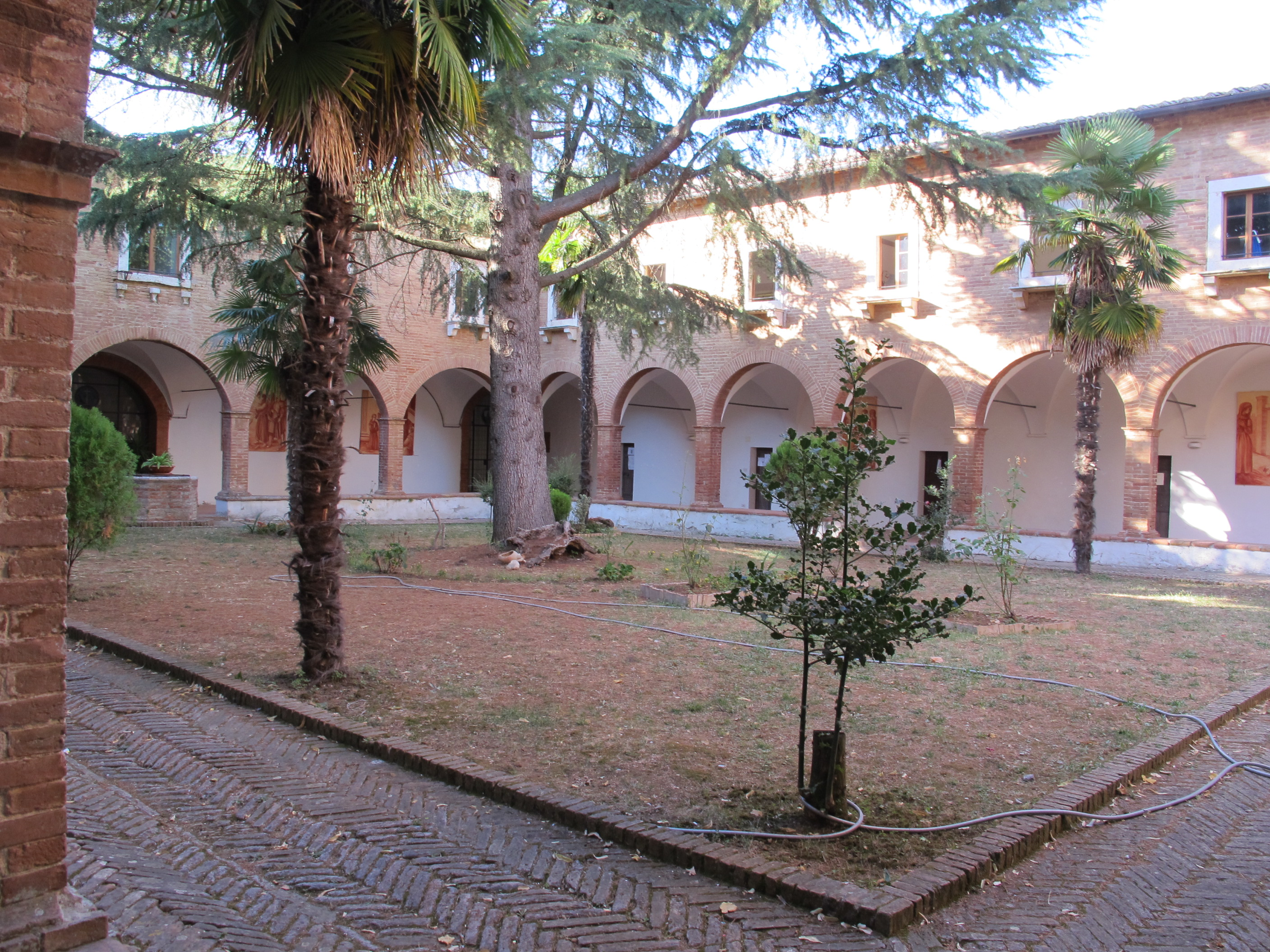
Кьостро (двор)
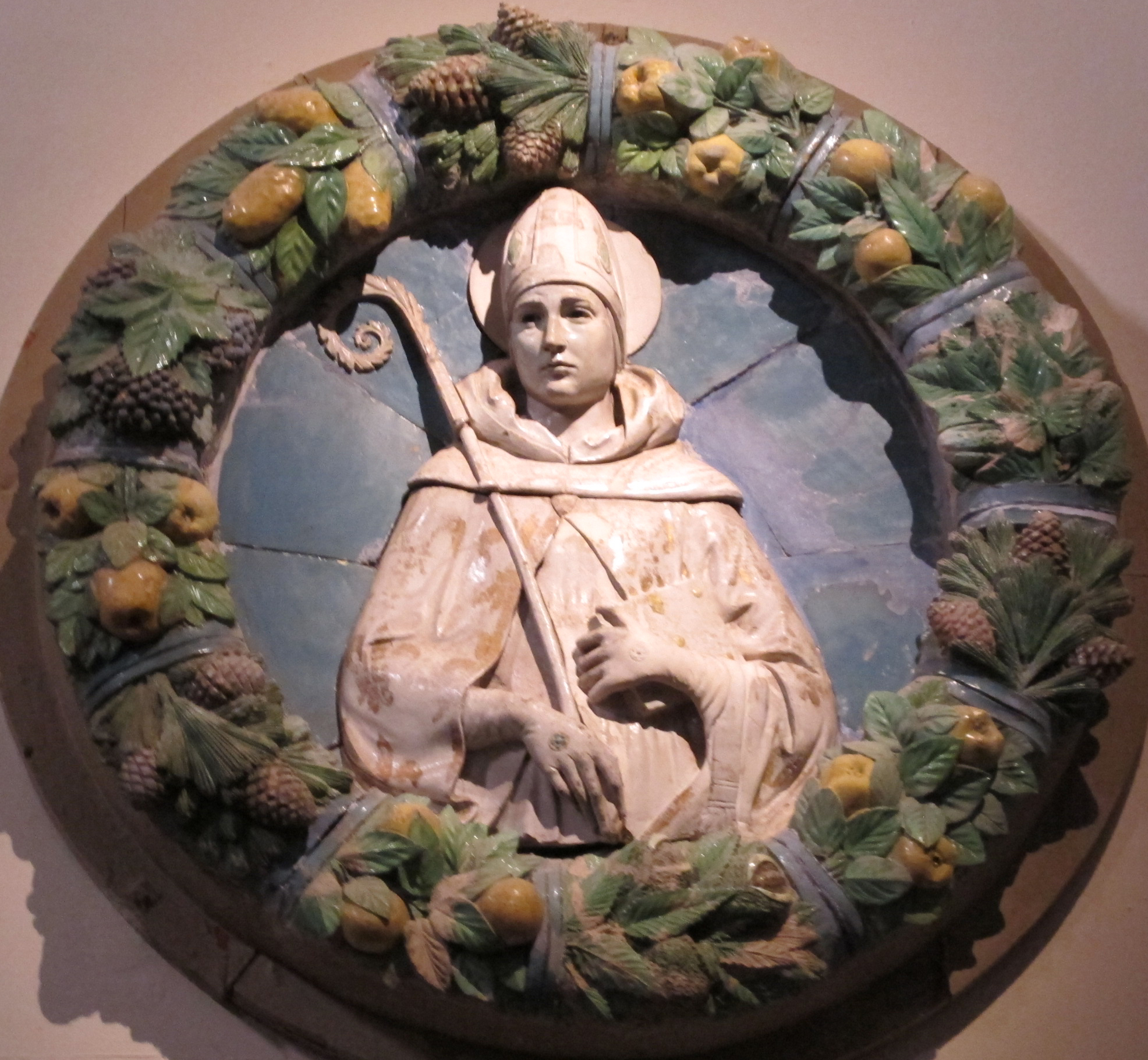
Святой Людовик Тулузский. Тондо. Майолика. Мастерская Андреа делла Роббиа
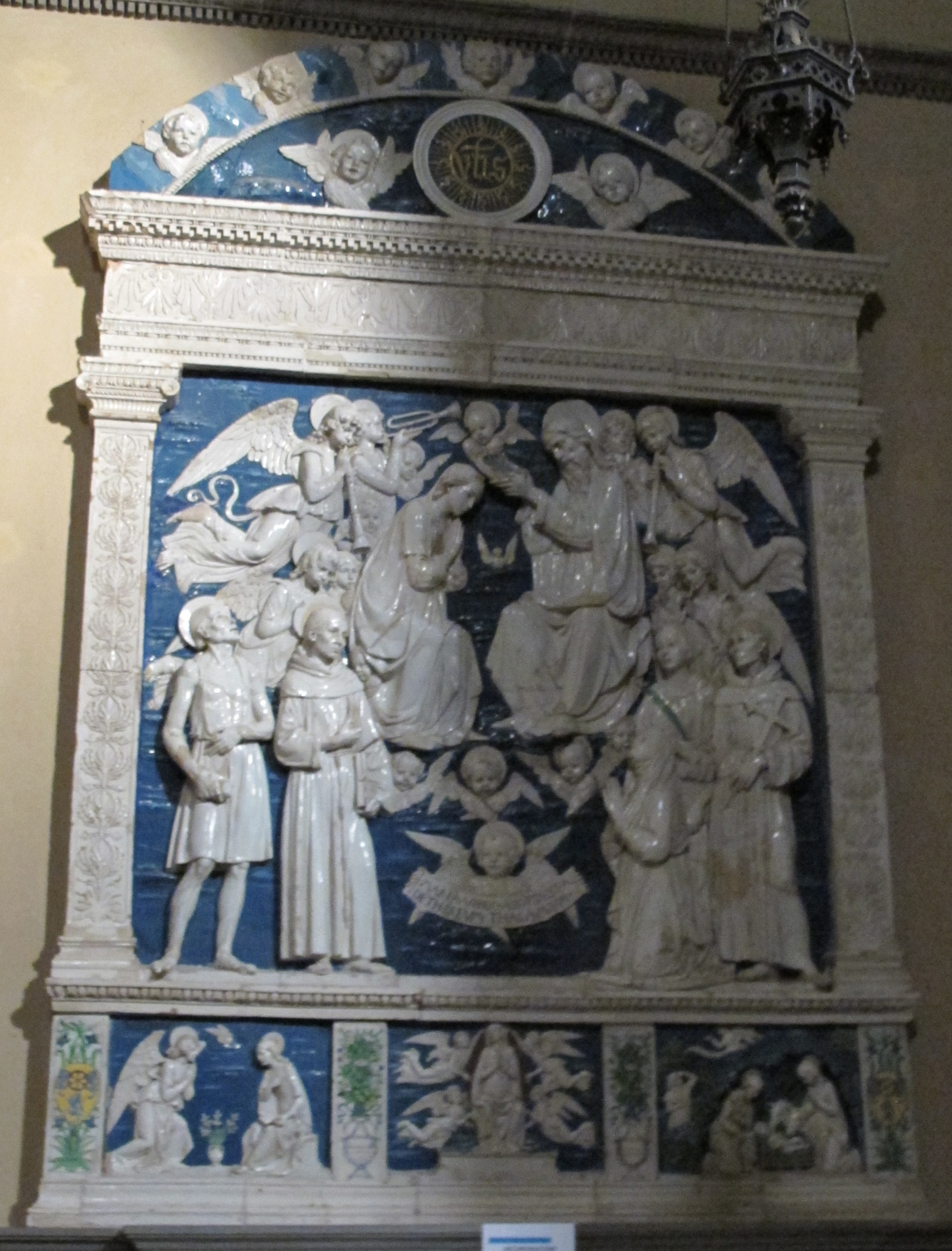
Ассунта (Вознесение Девы Марии). Майолика. Мастерская Андреа делла Роббиа
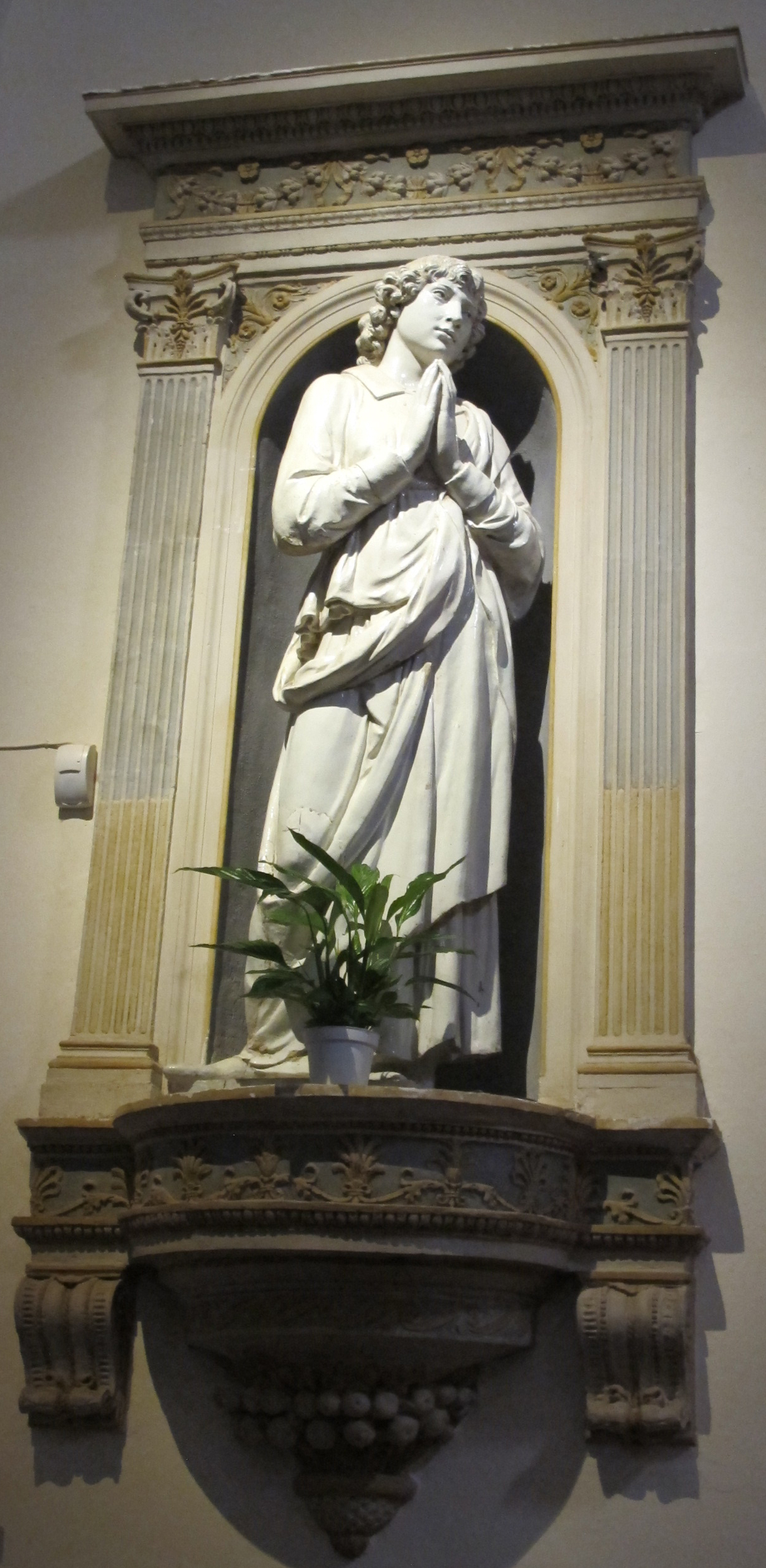
Ангел Благовещения. Майолика. Мастерская Андреа делла Роббиа
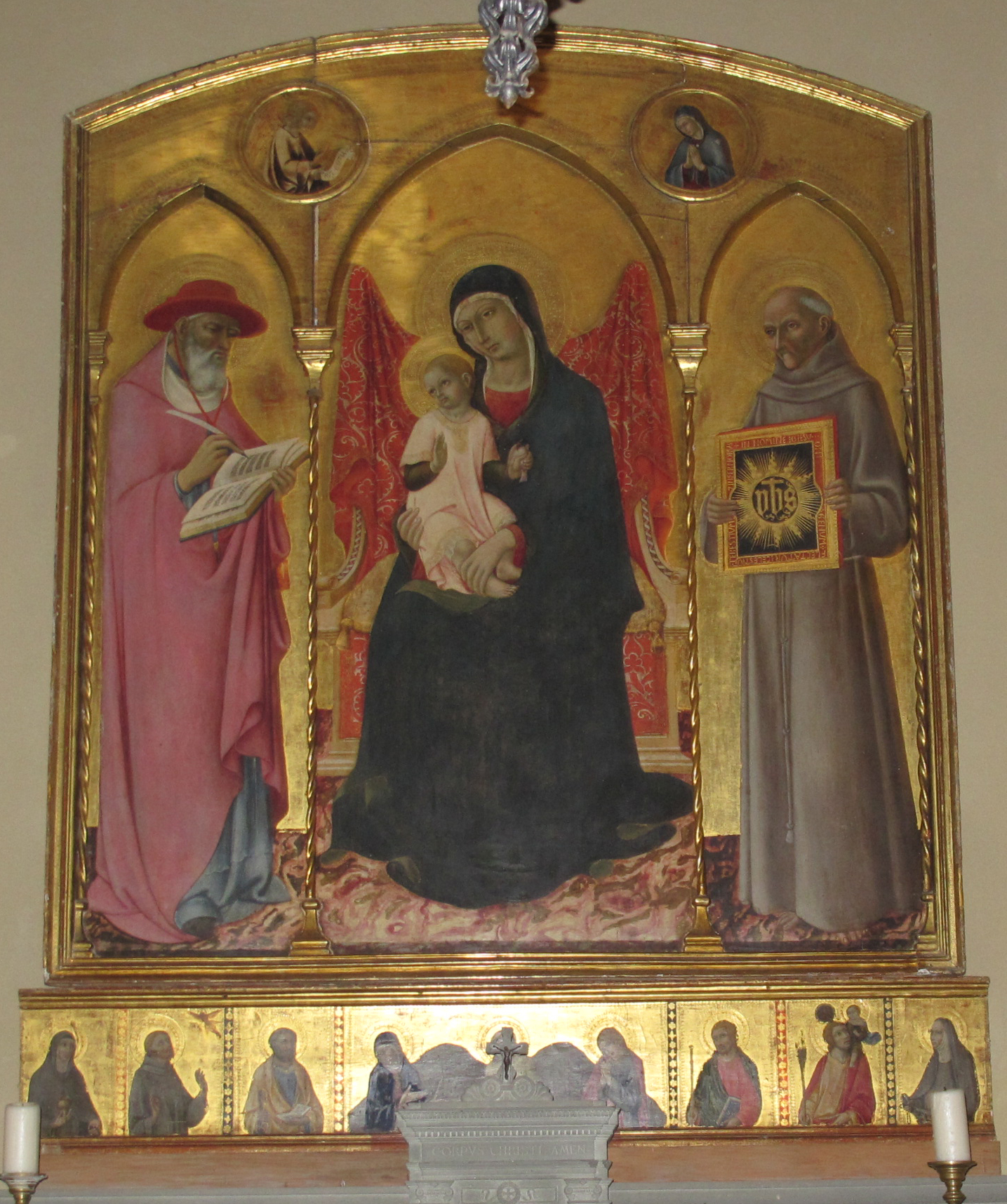
Сано ди Пьетро. Мадонна с Младенцем, святыми Иеронимом и Бернардино. Вт. пол. XV в.
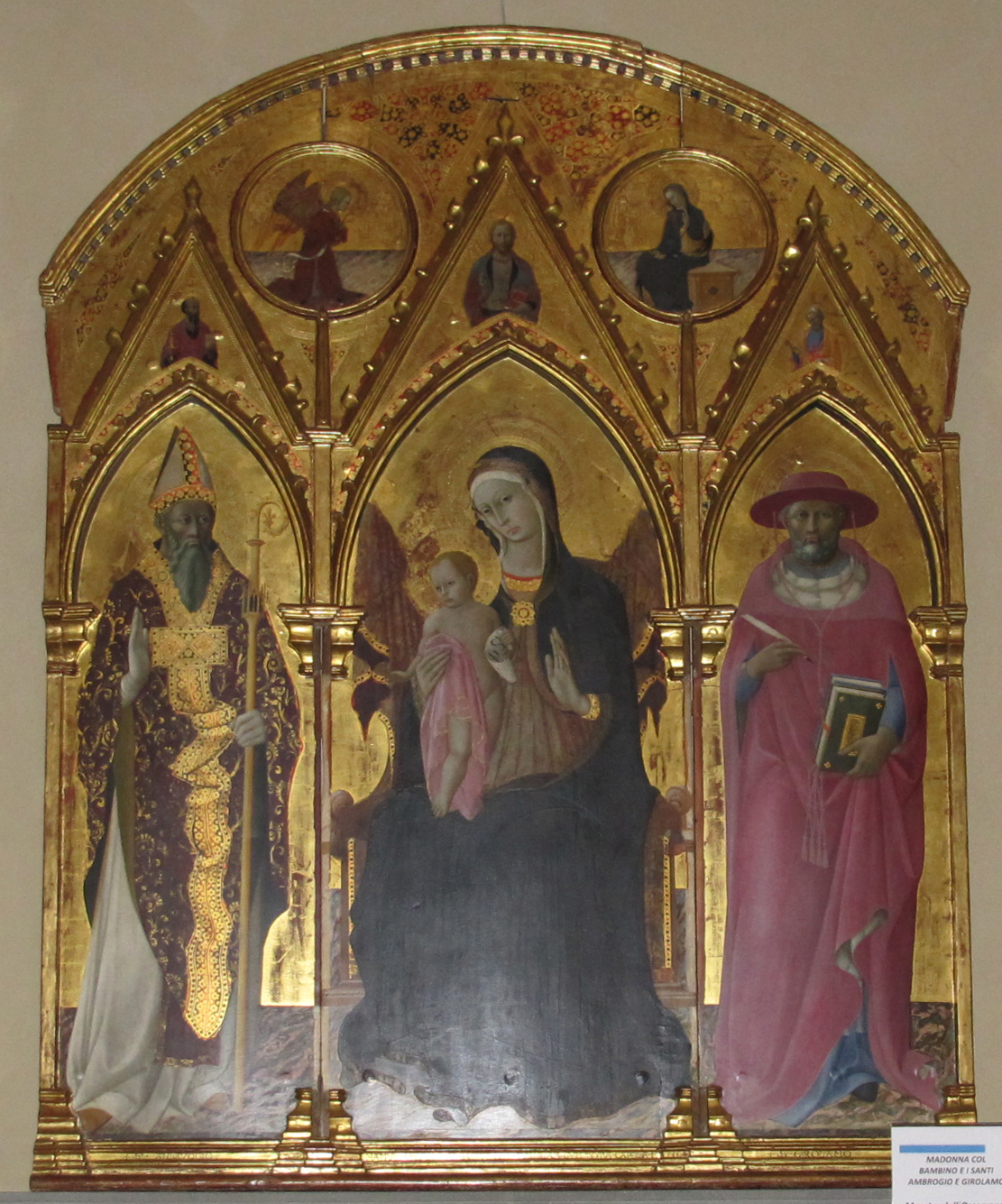
Сано ди Пьетро. Мадонна с Младенцем, святыми Амвросием и Иеронимом. 1436
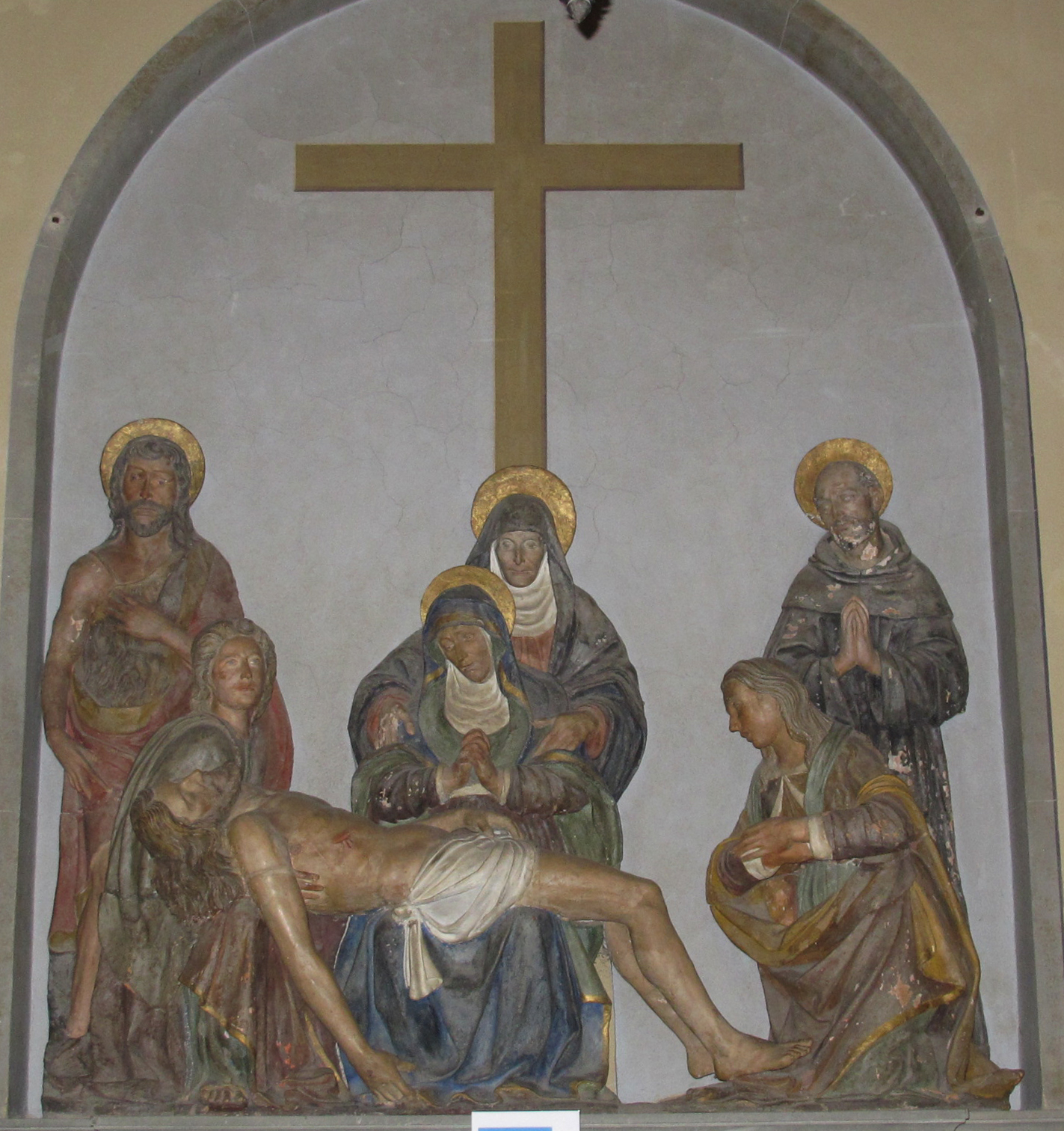
Джованни ди Паоло Нери. Оплакивание мёртвого Христа среди святых. XVI в. Терракота